# Gianni Agnello
Gianni Agnello, pseudonimo di Giancarlo Agnello (Voghera, 23 gennaio 1933 – Milano, 30 aprile 2004), è stato un fumettista e pianista italiano.

## Biografia
Si appassiona al disegno e alla musica fin da bambino; frequenta il conservatorio conseguendo il diploma di pianoforte. Come pianista per anni fece parte di un complesso di musica leggera e, fino al 2000, suonò in coppia con il sassofonista Gil Ventura nei locali di Milano. Da bambino si dilettava a inventare e disegnare storie a fumetti di cow boys che barattava con gli amici. Dopo aver sposato Amelia Cerboncini (futura letterista, per oltre quarant’anni, delle testate della Sergio Bonelli Editore), con la quale ebbe tre figli, Cinzia, Donatella e Fabio, si trasferì nel 1956 a Milano dove restò a vivere per sempre. Nel 1957 esordì come fumettista sulla testata Zampanò dell’Editoriale Sport di Vincenzo Baggioli, disegnando, oltre alle storie del personaggio protagonista, anche altre per la serie Le Favole Aggiornate e alcuni episodi di Fox lo Sceriffo, personaggio creato da Giorgio Rebuffi, oltre a vari album di figurine per gli editori Lampo e Imperia. Nel 1964, per la Editrice Imperia, disegna le serie Leondoro, Pinocchietto, Cappuccetto Rosso e Zampanò; poi, fino al 1967, per l’editore Ugo Dal Buono disegna la serie Sadik scritta da Nino Cannata, firmandosi "Gian" e usando la moglie come modella per la compagna di Sadik. Contemporaneamente inizia una lunga collaborazione con l’editore francese Lug, per il quale lavorerà fino alla fine degli anni ottanta realizzando la serie Alan Mistero creato dalla EsseGesse e, rinominato per l'edizione francese "Ombrax", venne pubblicato su una omonima testata. Invece, per la rivista Kiwi, realizza la serie con l'omonimo personaggio che dava il nome alla testata creato da Jean Cézard e, su testi di Maurizio Torelli, disegna la serie poliziesca Stuntman; sulle testate Zembla e Special Zembla pubblica la serie western Rory Bang scritta da Torelli e la serie Traquette. Dagli anni ottanta comincia a collaborare con Il Giornalino disegnando storie dei Puffi su licenza del belga Peyo e realizza numerose copertine con l’aerografo. Negli ultimi anni, si era dedicato alla illustrazione di storie di Topo Gigio scritte da Paola Ferrarini pubblicate sulla testata GBaby. Muore a Milano il 30 aprile 2004 e viene cremato al cimitero di Lambrate, ove le ceneri vengono poste in una celletta.